# Менделтна (Аљаска)
Менделтна (енгл. Mendeltna) насељено је место без административног статуса у америчкој савезној држави Аљаска.

## Демографија
По попису из 2010. године број становника је 39, што је 24 (-38,1%) становника мање него 2000. године.
| Група             | 2000.      | 2010.      |
| Белци             | 58 (92,1%) | 34 (87,2%) |
| Афроамериканци    | 0 (0,0%)   | 0 (0,0%)   |
| Азијати           | 0 (0,0%)   | 0 (0,0%)   |
| Хиспаноамериканци | 0 (0,0%)   | 2 (5,1%)   |
| Укупно            | 63         | 39         |